# Parafia św. Bartłomieja w Osieku Wielkim
Parafia świętego Bartłomieja Apostoła w Osieku Wielkim – rzymskokatolicka parafia z siedzibą w Osieku Wielkim, należy do dekanatu kolskiego diecezji włocławskiej.

## Historia
Funkcję kościoła parafialnego pełni kościół św. Bartłomieja Apostoła w Osieku Wielkim. Proboszczem od 2013 roku jest ksiądz kanonik Eugeniusz Pasternak.

## Zasięg parafii
Do parafii należy 2675 wiernych z miejscowości: Aleksandrówka, Borki, Czołowo, Czołowo-Kolonia, Podlesie, Ruchenna, Koło (ulice: Brzozowa, Energetyczna, Klonowa, Sosnowa, Ślusarska, Toruńska (część), Zachodnia, Zakładowa), Grądy, Młynek, Nowa Wieś, Nowy Budzisław, Osiek Wielki, Rosocha i Stary Budzisław. 
Placówki edukacyjne obsługiwane przez parafię: Szkoła Podstawowa nr 4 im. Kawalerów Orderu Uśmiechu w Kole i Szkoła Podstawowa w Osieku Wielkim.
Odpust parafialny:
- niedziela po 24 sierpnia – święto Świętego Bartłomieja Apostoła